# Irodes kuwaitensis
Irodes kuwaitensis is een eenoogkreeftjessoort uit de familie van de Taeniacanthidae. De wetenschappelijke naam van de soort is voor het eerst geldig gepubliceerd in 1999 door Ho, I.H. Kim & Sey.